# Hans-Jürgen Richter
Hans-Jürgen Richter (* 16. August 1941 in Berlin-Schöneberg; † 19. März 2004 in Windeck) war ein deutscher Soziologe. Seine Interessen galten der Kommunikationswissenschaft, der Sozialpsychologie und dem Imagemarketing.

## Werk und Wirken
Richter promovierte 1969 bei Karl Martin Bolte an der Philosophischen Fakultät der Ludwig-Maximilians-Universität München zur „Psychosozialmethodologie“ und einer Arbeit über Grundlagen der schriftlichen Massenbefragung.
1971–1975 folgten Lehraufträge für Psychosozialtechnologie an der Ludwig-Maximilians-Universität München und an der Akademie für Führungskräfte der Wirtschaft Bad Harzburg.
Danach widmete er sich der Auftragsforschung und beriet Unternehmen und öffentliche Institutionen in Fragen des Imagemarketings und der strategischen Markenführung. Sein Schwerpunkt lag dabei auf der praktischen Anwendung der Feldtheorie im Rahmen der Einstellungs-, Verhaltens- und Kommunikationsforschung.
Dabei gelang es ihm den von Kurt Lewin, später von Charles E. Osgood, Georg Suci, Percy Tannenbaum und Peter R. Hofstätter vermuteten elementaren und funktionalen Werteraum, im Rahmen von Auftragsstudien, im Zeitraum von 1967 bis 1975, nachzuweisen. Dieser Werteraum (semantische Raum) konnte durch ein orthogonales Faktorensystem beschrieben werden, in dem sich Meinungsgegenstände, insbesondere zum Zwecke des strategischen Imagemarketing, mit dem Verfahren des Semantischen Differenzials, universell und verhaltensrelevant verorten ließen.
Seine wissenschaftlichen Mentoren waren: Karl Martin Bolte, Arthur Mayer, Otto B. Roegele, Bernt Spiegel und Peter R. Hofstätter.
Der Beirat für sein Marktforschungsinstitut bestand aus Lutz von Rosenstiel und Hans Hoerschgen.
Richter erhielt 1970 die Berufsrolle des Berufsverband Deutscher Markt- und Sozialforscher und wurde 1970 in die Deutsche Gesellschaft für Soziologie aufgenommen.

## Schriften
- Hans-Jürgen Richter: Die Strategie schriftlicher Massenbefragungen; ein verhaltenstheoretischer Beitrag zur Methodenforschung. Bad Harzburg: Verlag für Wissenschaft, Wirtschaft und Technik, 1970, ISBN 3802000781
- Hans-Jürgen Richter: Einführung in das Image-Marketing: Kohlhammer, Stuttgart 1977, ISBN 3-17-002784-0